# Каннский кинофестиваль 1953
6-й Каннский кинофестиваль 1953 года, проходивший с 15 по 29 апреля в Каннах (Франция).

## Жюри
- Жан Кокто (Франция) (председатель)
- Луис Шове (Франция) (журналист)
- Титина Де Филиппо (Франция)
- Ги Дессон (Франция)
- Филипп Эрланже (Франция)
- Рене Фор (Франция)
- Жак-Пьер Фрожерес (Франция)
- Абель Ганс (Франция)
- Андре Лан (Франция)
- Жорж Рагис (Франция)
- Эдвард Дж. Робинсон
- Шарль Спаак
- Жорж ван Парис (Франция)
- Берт Ханстра (Недерланды)
- Роже Ленар (Франция)
- Рене Лукот (Франция)
- Жан Геваль (Франция)
- Жак Шильц (Франция)
- Жан Виви (Франция)

## Фильмы конкурсной программы
- Первое апреля 2000 года, режиссёр Вольфганг Либенайнер
- Бродяга, режиссёр Радж Капур
- Назовите меня мадам, режиссёр Уолтер Лэнг
- Бандит, режиссёр Лима Баррету
- Дети Хиросимы, режиссёр Канэто Синдо
- Вернись, малышка Шеба, режиссёр Дэниэл Манн
- Легенда о Великом Будде, режиссёр Тэйноскэ Кинугаса
- Он, режиссёр Луис Бунюэль
- Суть дела, режиссёр Джордж Мор О’Ферролл
- Бесконечные горизонты, режиссёр Жан Древиль
- Я исповедуюсь, режиссёр Альфред Хичкок
- Интимные отношения, режиссёр Чарльз Фрэнк
- Лили, режиссёр Чарльз Уолтерс
- Зелёная магия, режиссёр Джан Гаспаре Наполитано
- Каникулы господина Юло, режиссёр Жак Тати
- Буря (Nevjera), режиссёр Владимир Погачич
- Питер Пэн, режиссёр Хэмильтон Ласки, Клайд Джероними и Уилфред Джексон
- Провинциалка, режиссёр Марио Сольдати
- Деревня, режиссёр Леопольд Линдтберг
- Яркий свет солнца, режиссёр Джон Форд
- Вокзал Термини, режиссёр Витторио Де Сика
- Белый олень, режиссёр Эрик Бломберг
- Плата за страх, режиссёр Анри-Жорж Клузо
- Добро пожаловать, мистер Маршалл, режиссёр Луис Гарсия Берланга
- Варавва, режиссёр Альф Шёберг
- Bongolo, режиссёр Андре Ковен
- Doña Francisquita, режиссёр Ладислао Вайда
- Duende y misterio del flamenco, режиссёр Эдгар Невилл
- För min heta ungdoms skull, режиссёр Арне Маттсон
- Gendai-jin, режиссёр Минору ШСбуя
- Luz en el páramo, режиссёр Виктор Урручуа
- La red, режиссёр Эмилио Фернандес
- Sala de guardia, режиссёр Тулио Демикели
- Las Tres perfectas casadas, режиссёр Роберто Гавальдон
- La vie passionnée de Clémenceau, режиссёр Жильбер Пруто

## Награды
- Большой приз фестиваля: Плата за страх, режиссёр Анри-Жорж Клузо
- Международный приз: Добро пожаловать, мистер Маршалл, режиссёр Луис Гарсия Берланга
- Международный приз за лучший фильм-сказку: Белый олень, режиссёр Эрик Бломберг
- Международный приз за лучший драматический фильм: Вернись, малышка Шеба, режиссёр Дэниэл Манн
- Международный приз за лучший фильм-исследование: Зелёная магия, режиссёр Джан Гаспаре Наполитано
- Международный приз за лучший приключенческий фильм: Бандит, режиссёр Лима Баррету
- Международный приз за лучший развлекательный фильм: Лили, режиссёр Чарльз Уолтерс
- Особый приз жюри: Уолт Дисней (признание за его вклад в создание фестиваля)
- Приз за лучшую мужскую роль: Шарль Ванель — Плата за страх
- Приз за лучшую женскую роль: Ширли Бут — Вернись, малышка Шеба
- Особое упоминание:
  - Вернись, малышка Шеба
  - Зелёная магия
  - Добро пожаловать, мистер Маршалл
  - Бандит
  - Лили
  - Плата за страх
- Приз жюри за короткометражный фильм: Белая грива: Дикая лошадь, режиссёр Альбер Ламорис
- Лучший вымышленный короткометражный фильм: Незнакомец не оставил своей карточки, режиссёр Венди Туа
- Лучший документальный короткометражный фильм: Осторожно!, режиссёр Херман ван дер Хорст
- Приз Международной Католической организации в области кино (OCIC): Бесконечные горизонты, режиссёр Жан Древиль